# Швигер, Ханс
Ханс Швигер (нем. Hans Schwieger; 15 июня 1906, Кёльн — 2 февраля 2000, Нейплс, США) — немецко-американский дирижёр.
Изучал философию в Кёльнском и Боннском университетах, одновременно учился музыке, в том числе у Германа Абендрота и Вальтера Браунфельса. В 1928 году был принят Эрихом Кляйбером на должность третьего ассистента дирижёра в Берлинской государственной опере, затем работал в Аугсбургском городском театре. В 1930—1931 гг. дирижёр Кассельской оперы, с 1932 года городской капельмейстер Майнца.
С приходом к власти нацистов карьера Швигера оказалась под угрозой, поскольку его первая жена Эльсбет была еврейкой. Они фиктивно развелись. В 1936—1937 гг. Швигер занимал пост генеральмузикдиректора Данцига, затем принял предложение о работе в Японии, откуда в 1938 году проследовал в США; Эльсбет приехала к нему, и они повторно поженились. Некоторое время Швигер работал в городе Колумбия. В 1941 году был интернирован по подозрению в работе на нацистскую Германию и провёл около года в лагере для интернированных в Стрингтауне, штат Оклахома; заступники Швигера, включая знаменитую пианистку Ольгу Самарофф, дошли до генерального прокурора США Фрэнсиса Биддла, и в итоге все обвинения были сняты. В 1944 году Швигер получил американское гражданство. В ту же ночь его жена умерла от инсульта.
Осенью 1944 года Швигер стал первым руководителем новосозданного Форт-Уэйнского филармонического оркестра. В 1948 году перешёл в Филармонический оркестр Канзас-Сити и возглавлял его до 1971 года. Основу репертуара при Швигере составляла немецкая музыка: Бетховен, Брамс, Рихард Штраус, Вагнер, Брукнер, он также знакомил публику с произведениями Белы Бартока и Сергея Прокофьева. Однако в конце 1960-х оркестр не сумел обеспечить себе грант Фонда Форда размером в 1 миллион долларов, что стало началом медленного заката коллектива, финансовые проблемы которого становились всё очевиднее, и в конце концов привело к отставке Швигера. В последующие пять лет работал в Европе и в Азии, с 1976 года жил на покое во Флориде. В 1984 году выступил как приглашённый дирижёр на первом концерте Симфонического оркестра Канзас-Сити, учреждённого взамен ранее распущенного Филармонического.